# 木ノ下やや
木ノ下 やや（きのした やや）は日本の女性声優。主にアダルトゲームに声をあてている。

## 出演作品
太字は主役・メインキャラクター

### ゲーム
2008年
- FairlyLife（高岡あさがお[1]）

2010年
- さくらビットマップ（旅行客B）

2012年
- 乙女が紡ぐ恋のキャンバス（遊兎結）
- 恋色マリアージュ（鹿島ひばり）
- 真剣で私に恋しなさい!S
- 黄昏の先にのぼる明日 -あっぷりけFanDisc-（奇御魂）
- マテリアルブレイブ（河合鈴）

2013年
- 妹ぱらだいす! 2 〜お兄ちゃんと5人の妹のも〜っと! エッチしまくりな毎日〜（七瀬柚子[2]）
- マテリアルブレイブ イグニッション（河合鈴）

2014年
- 運命線上のφ（蔵間ミミ）

2015年
- トラベリングスターズ -Traveling Stars-（レア＝シェリング＝フォン＝ヴォルフスブルク[3]）
- ラウテスアルタクス -Herrenlose Katze und Teehaus-（笠原陽鞠[4]）
- LOVEREC.（御厨乃梨[5]）
- LOVEREC. －ミニシアターズ－（御厨乃梨[6]）

2016年
- はるるみなもに!（御厨 乃梨）

2017年
- はるるみなもに!（貧乏神、福の神）
- 天結いキャッスルマイスター（カトリト）

2021年
- 天結いラビリンスマイスター（カトリト）

### オンラインゲーム
2023年
- ティンクルスターナイツ（有明トワ）
- ティンクルスターナイツ（ネーゼマイン）

OVA
- キメ恋! 高嶺の華と幼なじみがキマった理由(井萩美沙)